# オーバーバウム橋
オーバーバウム橋（ドイツ語: Oberbaumbrücke）は、ドイツの首都ベルリンのシュプレー川に架かる2層構造の橋。ランドマークの1つであり、ベルリンの壁崩壊前には東西ドイツを隔てる橋であった。統一後の現在はベルリン統一のシンボルとしても知られている。
下層が道路橋、上層が鉄道橋となっており、上層にはUバーン1号線・3号線が通っている。

## 歴史
1732年にベルリン税関壁が築かれた際、市域と郊外を結ぶ木製の跳ね橋として設置され、壁には門があった。オーバーバウム橋という名称は、夜間の強盗を防ぐため、川を堰き止める柵として重い木の幹に金属製のトゲをつけていたことに由来する。なお、バウム（Baum）はドイツ語で木や木製の柵を意味するので、その名前は「上流の木橋」となる。
初代の橋が設置されてからおよそ150年が経過した1879年、木製の橋は大掛かりな改修を受けた。長さ154mの初代橋は当時のベルリン最長だったが、増加する交通量に対して不十分になっていた。ベルリン地下鉄計画にも関わったジーメンス・ウント・ハルスケ社の主張により、新しい橋は道路と鉄道の併用橋とすることが決まった。
ベルリン産業博覧会が開催された1896年、2年間の工事を経て新しい橋が開通した。橋の設計は政府技師で建築家のオットー・スターンが担当し、北ドイツ特有のブリック・ゴシック建築となった。中央にそびえる2つのゲートタワーはブランデンブルク北部の町プレンツラウにあったミドルゲートタワーから着想を得ている。この塔は多くの装飾的要素はあるにせよ、橋がかつてベルリンの川の関所として機能していたことを想起させる。
1902年にはUバーンが開通し、オープン走行では19人の乗客を乗せた車両がシュトララウアー・トーア駅から橋の東端にあるポツダム広場へと向かった。シュトララウアー・トーア駅は1945年の戦闘で破壊されたが、4本の支柱が遺構として残っている。
その後もベルリンの人口が増加した結果、1920年にはオーバーバウム橋がフリードリヒスハイン区とクロイツベルク区の境界となった。その後第二次世界大戦末期の1945年には、ソ連陸軍の侵攻を恐れたドイツ国防軍によって破壊された。終戦後、ベルリンは4つの地区に分割占領され、オーバーバウム橋はアメリカ占領地区とソ連占領地区を結ぶ橋となった。しかし1950年代中頃までは特に支障なく歩行者、自動車、路面電車が行き交っていた。

### ベルリンの壁建設後

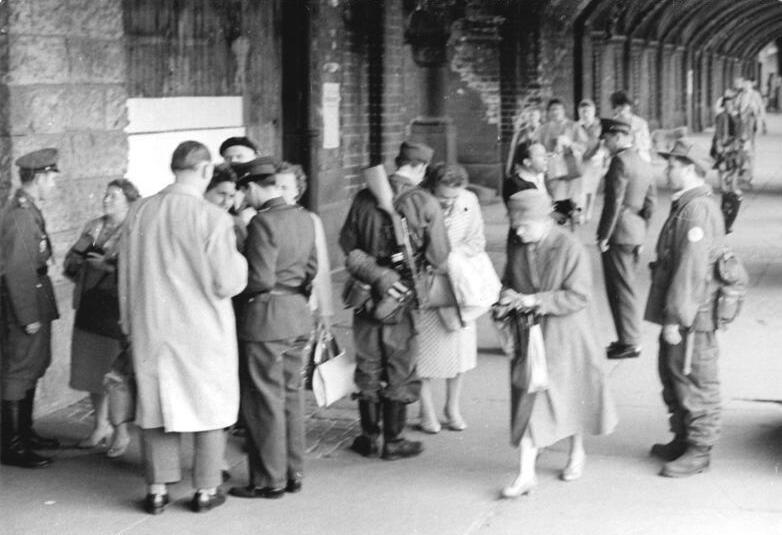
橋の下にあった東ドイツ側のチェックポイント

1961年にベルリンの壁が築かれると、この橋は東ベルリンと西ベルリンを隔てる橋となった。壁は東ベルリン側の土手に築かれたため、西側のベルリン地下鉄はSchlesisches Tor駅が終点となった。1963年12月以降、この橋は西ベルリンの住民が歩いて渡れるのみとなった。
1966年夏までに3度の臨時開通があった。その後1972年にベルリンを占領する4カ国の会合があり、歩行者のために橋を開けることで合意された。また東ベルリン側の国境警備局施設が川の東側土手に建設された。また上を通っていたUバーンの路線は廃止された。また橋についていた塔も1970年代には廃止された。
東ドイツ側の国境警備線が川沿いに引かれていたため、川で溺れた子供を西ドイツの救難隊員が助けに行けず死亡するという事件も発生した。これを受け、1975年10月にはシュプレー川での水難事故に関する救難協定が結ばれた。

### ベルリンの壁崩壊後
1989年、ベルリンの壁が崩壊し、翌年にはドイツ再統一が達成された。これを受けて橋の修復工事が実施され、またスペイン人建築家サンティアゴ・カラトラバの設計による鋼鉄製の中間部分も追加された。この工事は1992年に開始され、2年後の1994年11月には道路橋部分が先行開通した。なお、鉄道橋部分についてはそのさらに1年後の開通となった。
2001年には橋の両側の区が合併してフリードリヒスハイン＝クロイツベルク区が誕生し、橋は境界線としての役割を失った。